# ヴィーンヌィツャ国際空港
ヴィーンヌィツャ国際空港（ヴィーンヌィツャこくさいくうこう、ウクライナ語: Міжнародний Аеропорт «Вінниця» (Гавришівка)）は、ヴィーンヌィツャ州ヴィーンヌィツャに位置する国際空港。ウクライナ空軍のガウリシフカ空軍基地と滑走路を共用しており、輸送機を運用する第456輸送航空旅団が所在している。
2022年のロシアによるウクライナ侵攻中の3月6日、ロシア軍のミサイル8発が着弾して破壊された。ウクライナ軍は、ロシア軍のミサイル攻撃について、黒海上空のTu-95またはTu-160戦略爆撃機から発射されたKh-101空対地ミサイルと推定されるとした。

## 所在部隊
- ウクライナ空軍司令部直轄部隊
  - 第456輸送航空旅団 - An-24、An-26、Mi-8、Mi-9